# خشم و هیاهو (فیلم ۲۰۰۰)
خشم و هیاهو یک فیلم مستند آمریکایی است که زندگی دو خانواده آمریکایی را به تصویر می‌کشد که درگیر ناشنوایی کودکان خود هستند؛ و با این چالش برخورد کرده‌اند که آیا باید کاشت حلزون انجام پذیرد یا نه و آیا شنوا شدن آنها باعث فراموشی هویت ناشنواییشان خواهد شد یا نه؟ این فیلم که در سال ۲۰۰۰ تولید شده، نامزد چندین جایزه از جمله جایزه اسکار برای بهترین فیلم مستند در سال ۲۰۰۱ شد.

## پخش
این مستند در ایران از شبکه چهار سیما و در برنامه مستند ۴ در پاییز ۹۲ پخش گردید.